# Bettina Staudinger
Bettina Staudinger ist eine deutsche Filmeditorin aus München.

## Leben und Karriere
Bettina Staudinger studierte Theaterwissenschaften und Neuere Deutsche Literatur (M.A.) an der Ludwig-Maximilians-Universität München. Ihr gelang in den 1990er Jahren der Einstieg in die Filmbranche als Schnittassistentin von Christel Suckow, etwa bei dem Kinofilm Go, Trabi, Go (1991) oder dem Fernsehfilm Die Verflechtung (1993) von Dominik Graf, aus der vierteiligen Reihe Morlock.
Seit 1997 ist Staudinger als eigenständige Editorin für den Schnitt von zahlreichen Fernseh-Spielfilmen, -Reihen und -Serien verantwortlich. Sie arbeitete bisher am häufigsten mit den Regisseuren Andi Niessner, Christine Hartmann und Martin Gies zusammen, aber auch mehrfach mit Michael Kreihsl und Jorgo Papavassiliou.

## Filmografie (Auswahl)
Wo nicht anders ausgewiesen, handelt es sich um einen Fernsehspielfilm.
- 1997: First Love – Die große Liebe (Fernsehserie)
- 1999: Club der starken Frauen – Die rote Meile (Fernsehserie, 8 Folgen)
- 1999: Millenium Love – Regie: Peter Timm
- 2000: Lilalu im Schepperland (Fernsehserie)
- 2000: Krieger und Liebhaber – Regie: Udo Wachtveitl
- 2000: Einladung zum Mord – Regie: Rainer Matsutani
- 2001: Personal Trainer – Regie: Dietmar Klein
- 2003: Die Liebe kommt als Untermieter – Regie: Markus Bräutigam
- 2003: Tigermännchen sucht Tigerweibchen – Regie: Michael Kreihsl
- 2003: Liebe zartbitter – Regie: Michael Kreihsl
- 2004: Die Sitte (Fernsehserie, 3 Folgen der 2. Staffel)
- 2004–05: Der Bergpfarrer (TV-Zweiteiler) – Regie: Ulrich König & Andi Niessner
- 2005: Der Ruf der Berge – Regie: Bettina Braun
- 2006: Doppelter Einsatz: Spurlos verschwunden (Fernsehserie) – Regie: Christine Hartmann
- 2006: Polizeiruf 110: Matrosenbraut (Fernsehreihe) – Regie: Christine Hartmann
- 2006: Polizeiruf 110: Traumtod – Regie: Christine Hartmann
- 2006: Inga Lindström: Die Frau am Leuchtturm (Fernsehreihe) – Regie: Andi Niessner
- 2007: Ohne einander – Regie: Diethard Klante
- 2007: Tatort: Dornröschens Rache (Fernsehreihe) – Regie: Christine Hartmann
- 2007: Rosamunde Pilcher: Nebel über Schloss Kilrush – Regie: Andi Niessner
- 2008: Kommissar Stolberg (Fernsehserie) – Regie: Christine Hartmann

Staffel 2, Folgen: „Toter Engel“ & „Tod im Wald“
- 2008: Dörtes Dancing – Regie: Andi Niessner
- 2008: Safari ins Glück – Regie: Peter Gersina
- 2009: Ein Date fürs Leben – Regie: Andi Niessner
- 2010: Die grünen Hügel von Wales – Regie: Andi Niessner
- 2010: Inga Lindström: Millionäre küsst man nicht – Regie: Dirk Regel
- 2011: Inga Lindström: Schatten der Vergangenheit – Regie: Thomas Hezel
- 2011: Heiter bis tödlich: Hubert und Staller (Fernsehserie, 2 Folgen)
- 2012: Kommissar Stolberg – Regie: Andi Niessner

Staffel 6, Folgen: „Blutsbrüder“ & „Tödliches Netz“
- 2012: Inga Lindström: Vier Frauen und die Liebe – Regie: Martin Gies
- 2012: Inga Lindström: Ein Lied für Solveig – Regie: Martin Gies
- 2012–14: Alles Klara (Fernsehserie, 18 Folgen der Staffeln 1 & 2)
- 2013: Inga Lindström: Herz aus Eis – Regie: Martin Gies
- 2015: Zwei Familien auf der Palme – Regie: Andi Niessner
- 2015: Inga Lindström: Die Zweite Chance – Regie: Martin Gies
- 2016: Inga Lindström: Gretas Hochzeit – Regie: Martin Gies
- 2016: Die Bergretter: Der Termin (Fernsehreihe) – Regie: Jakob Schäuffelen
- 2016–17: Morden im Norden (Fernsehserie) – Regie: Dirk Pientka

Staffel 4, Folgen: „Im Netz“ & „Tödliches Vertrauen“
- 2017: Inspektor Jury spielt Katz und Maus – Regie: Andi Niessner
- 2018: Die Bergretter: Abschied für immer – Regie: Florian Kern
- 2018: Die Bergretter: Letzte Hoffnung – Regie: Jorgo Papavassiliou
- 2018: Der Bergdoktor: Versehrte Seelen (Fernsehreihe) – Regie: Jorgo Papavassiliou
- 2019: Der Bergdoktor: Ein neuer Anfang – Regie: Jorgo Papavassiliou
- 2019: Gipfelstürmer – Das Berginternat: Wir sind anders (Fernsehreihe) – Regie: Andi Niessner
- 2019: Gipfelstürmer – Das Berginternat: Dabei sein ist alles – Regie: Andi Niessner
- 2020: Der Bergdoktor: Verlorene Seelen – Regie: Axel Barth
- 2021: Der Ranger – Paradies Heimat: Sturm – Regie: Imogen Kimmel